# St. Andreas (Neudingen)

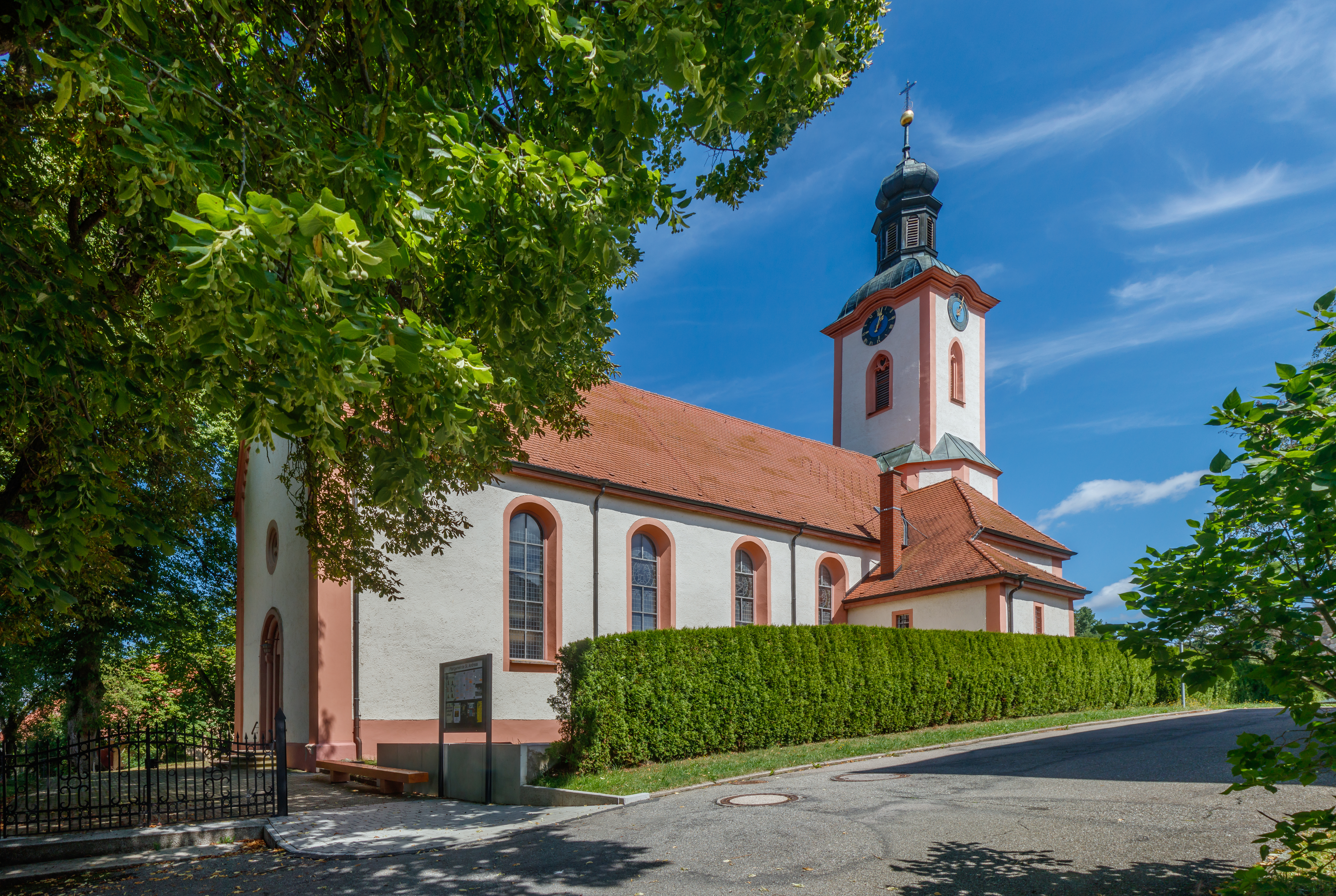
St. Andreas in Neudingen

Die römisch-katholische Pfarrkirche St. Andreas steht in Neudingen, einem Ortsteil der Stadt Donaueschingen im Schwarzwald-Baar-Kreis in Baden-Württemberg. Die Pfarrei gehört zum Erzbistum Freiburg. Das Bauwerk ist beim Landesamt für Denkmalpflege Baden-Württemberg als Baudenkmal eingetragen.

## Beschreibung

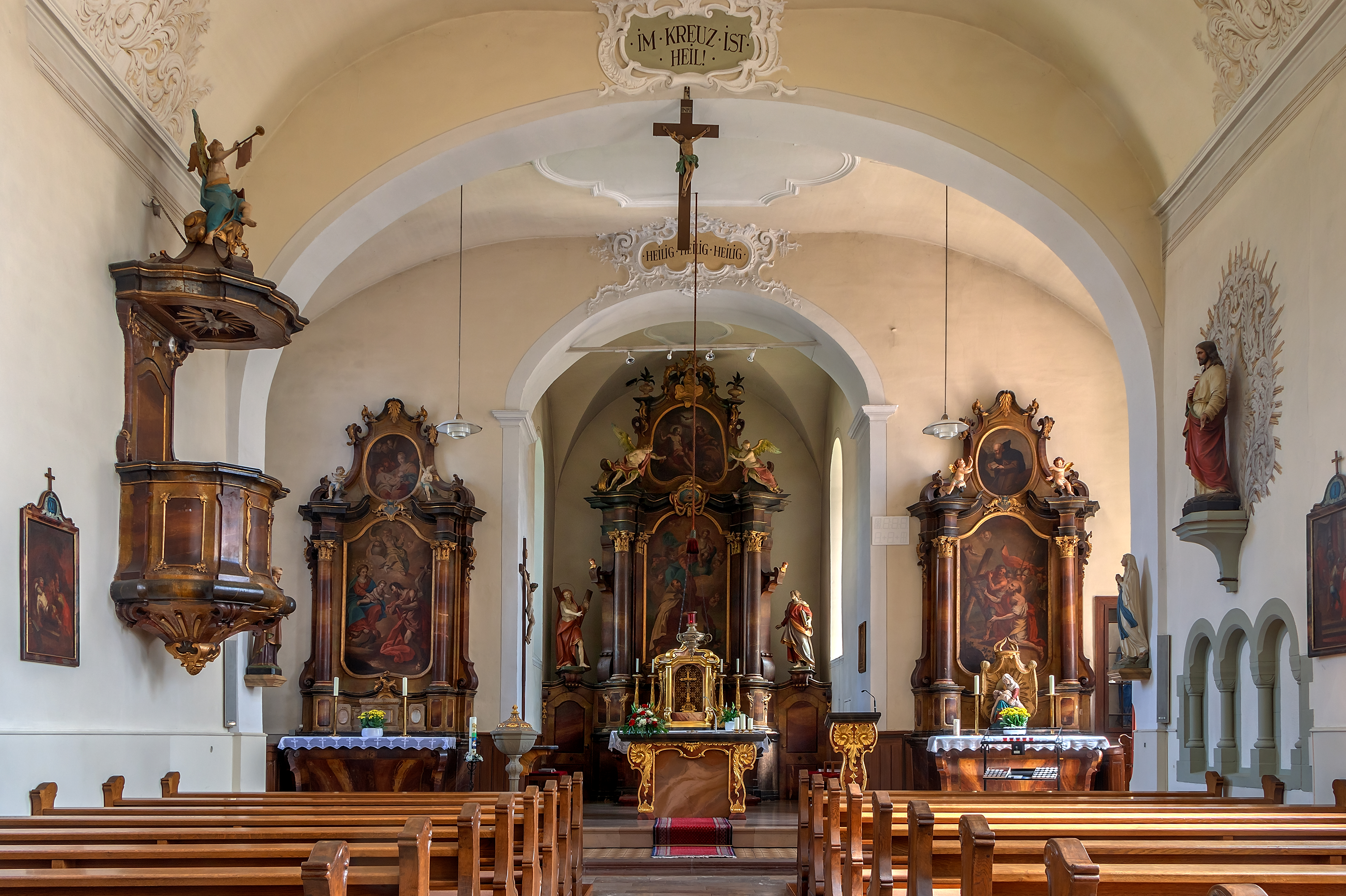
Innenraum

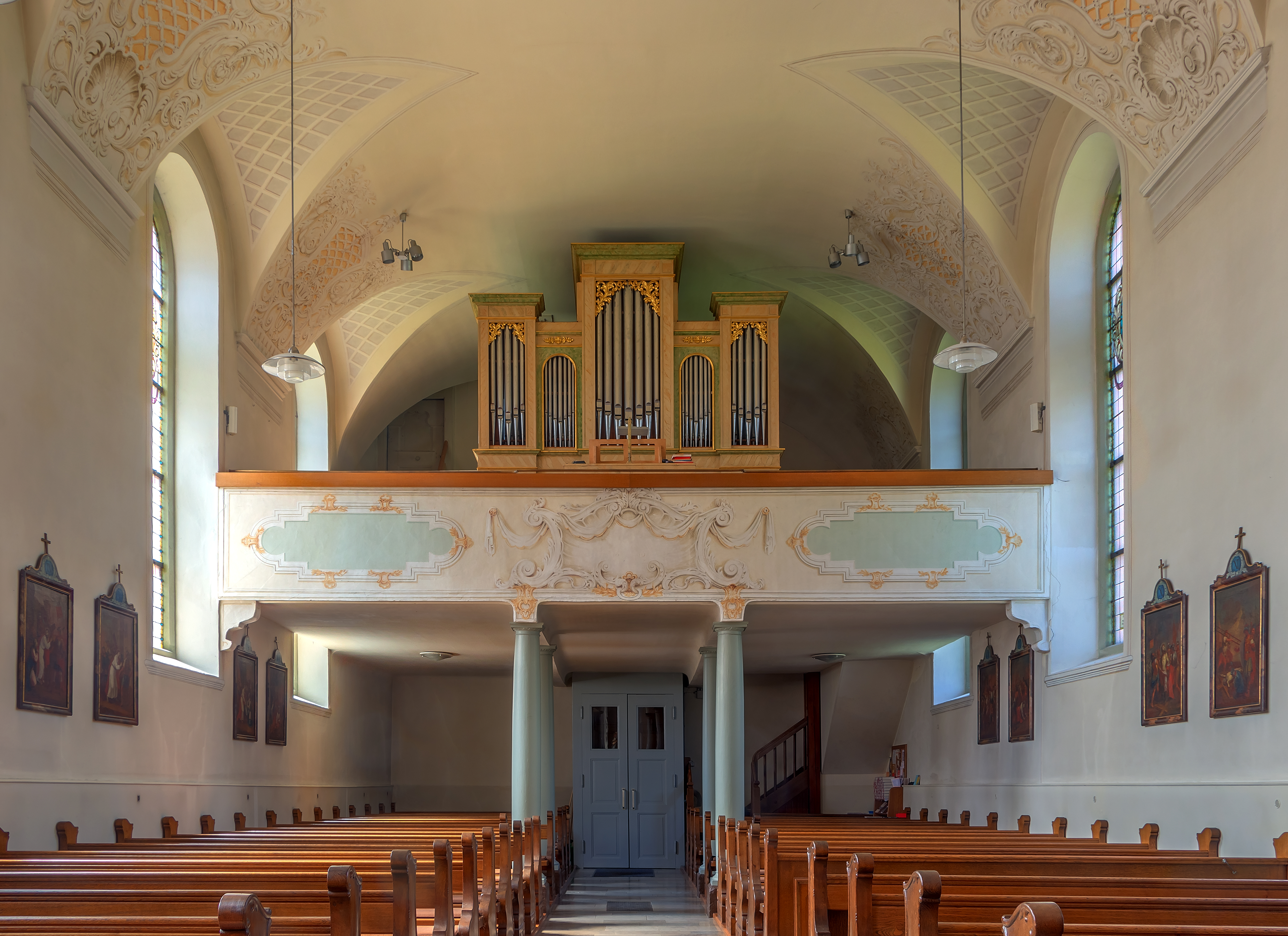
Orgelempore

Die am Ende des 18. Jahrhunderts gebaute Kreuzkirche wurde auf den Grundmauern des Vorgängerbaus aus dem 11. Jahrhundert errichtet. Erhalten ist das romanische Portal an der Westseite. Der Bau besteht aus einem Langhaus und einem Chorturm im Osten, dessen oberes quadratisches Geschoss die Turmuhr und den Glockenstuhl beherbergt, und der mit einer Welschen Haube bedeckt ist. Der mit einem Stichkappengewölbe überspannte Innenraum des Langhauses wurde ab 1776 barock ausgestattet.
Zur Kirchenausstattung gehört ein Hochaltar, der von Statuen flankiert wird, die Johann Michael Winterhalder geschaffen hat. Auf dem Altarretabel wurden Darstellungen der heiligen Maria und des heiligen Andreas von der Künstlerfamilie Weiß gemalt. Die Orgel auf der Empore wurde zwischen 1845 und 1848 von Martin Braun gebaut.

## Fotos

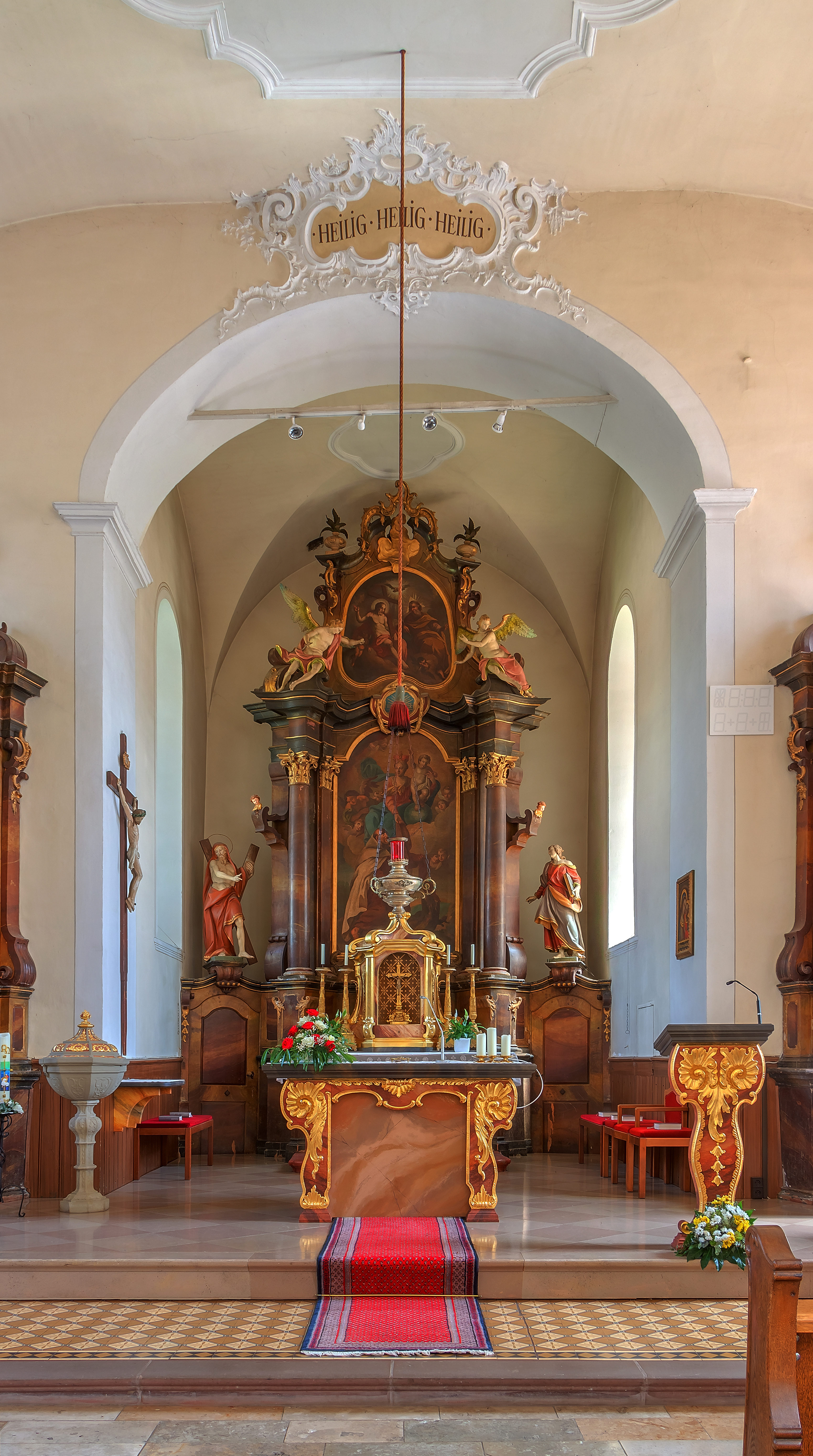
Altarraum
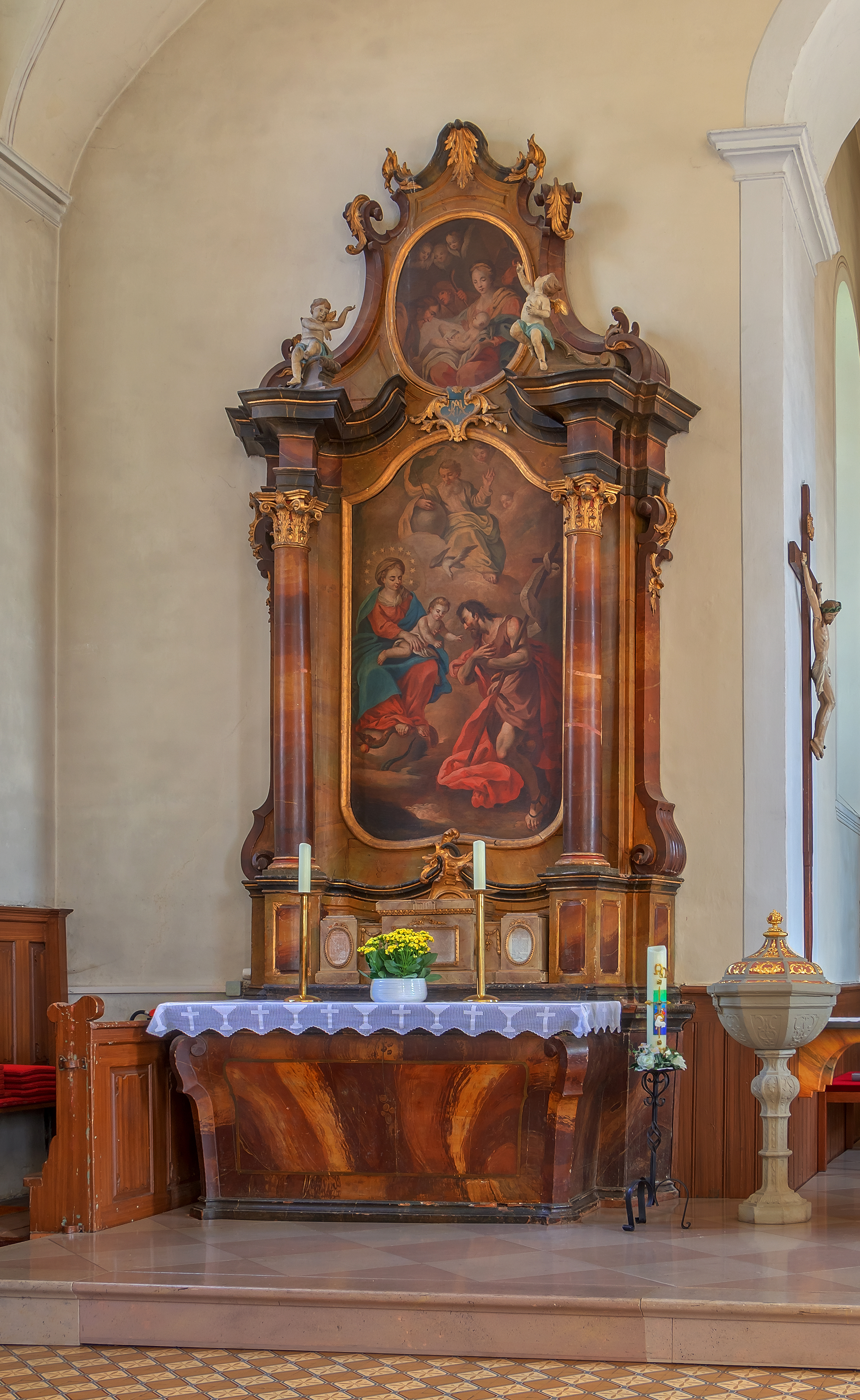
Linker Seitenaltar
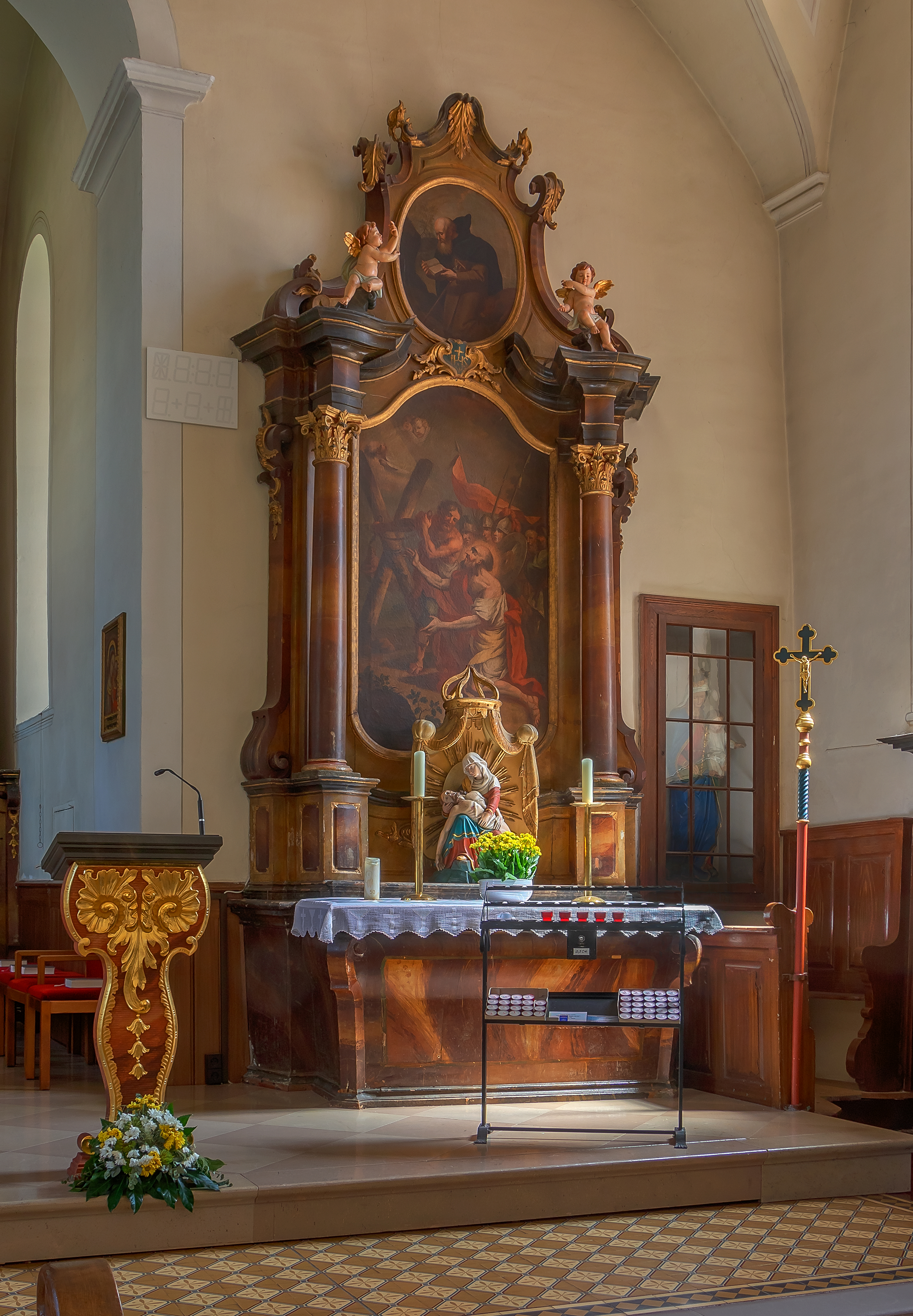
Rechter Seitenaltar
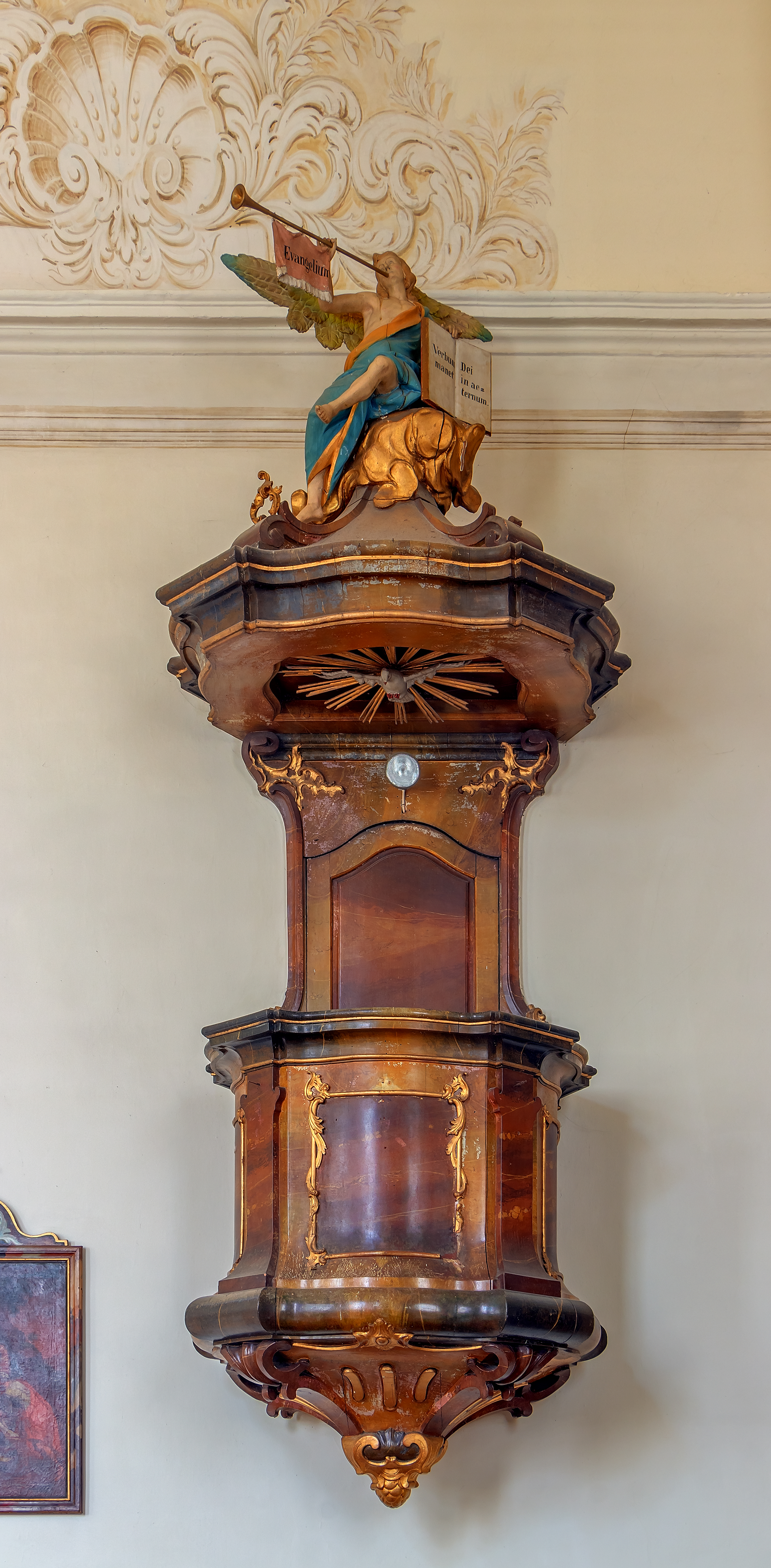
Kanzel
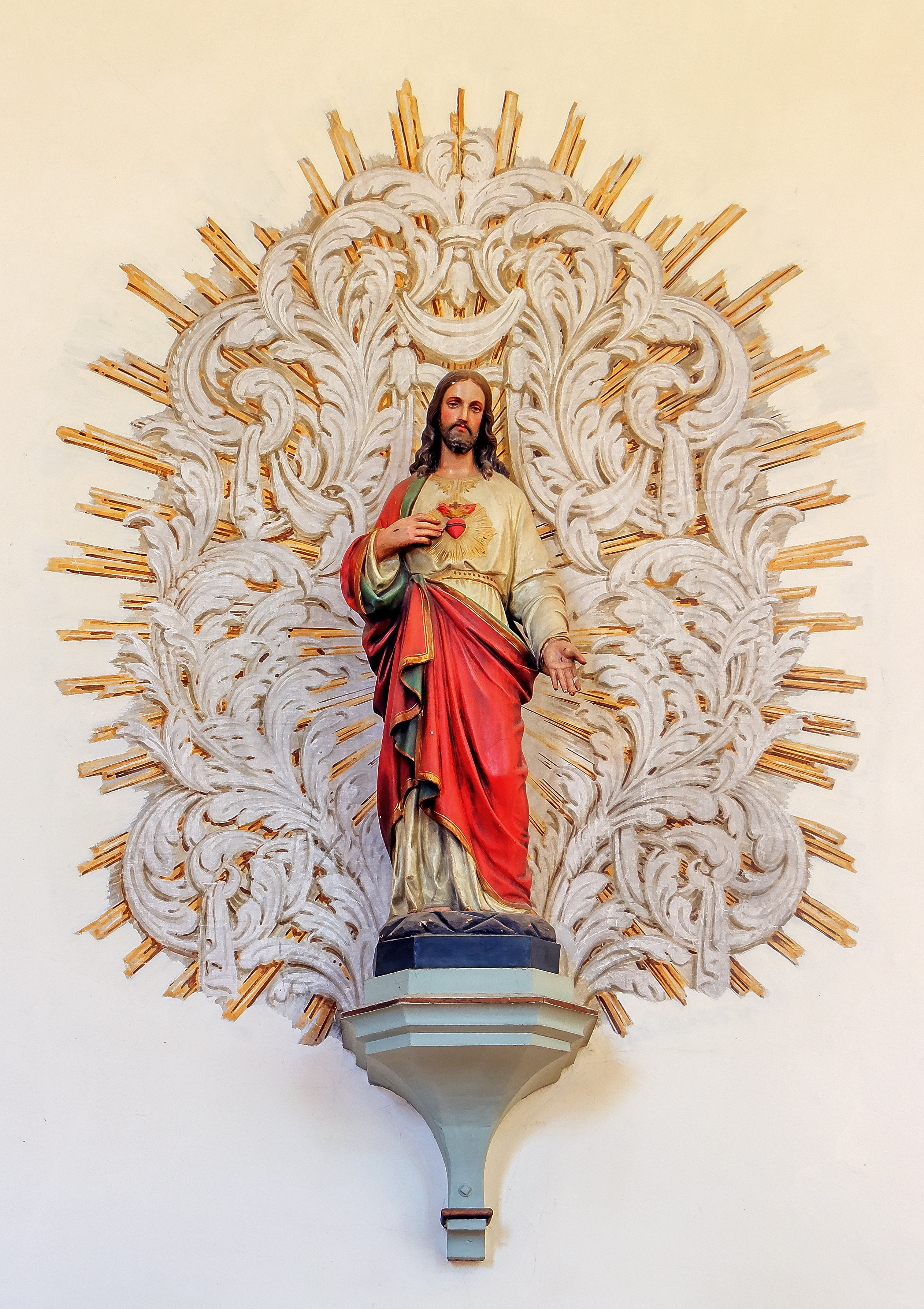
Statue des Heiligsten Herzens Jesu
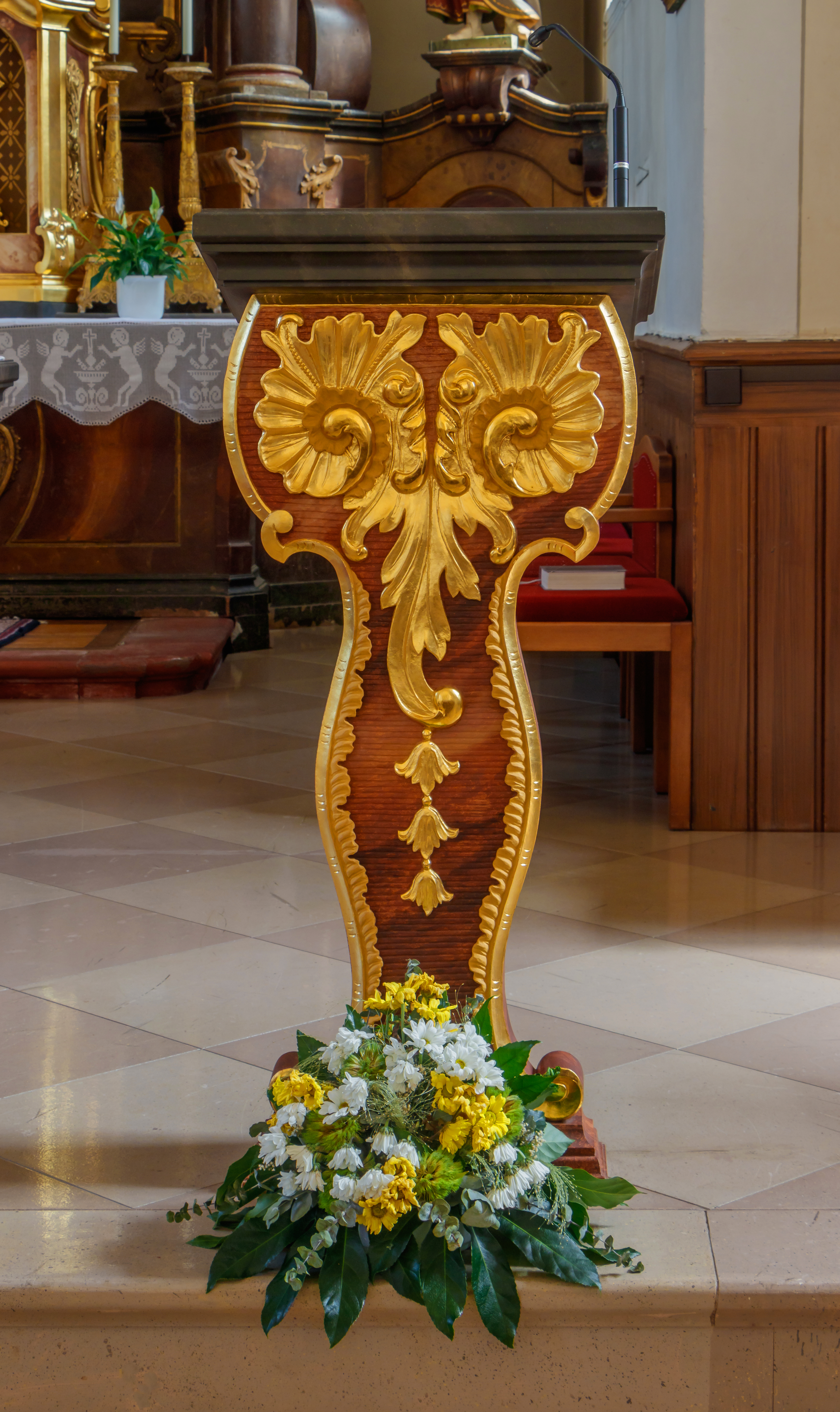
Ambo
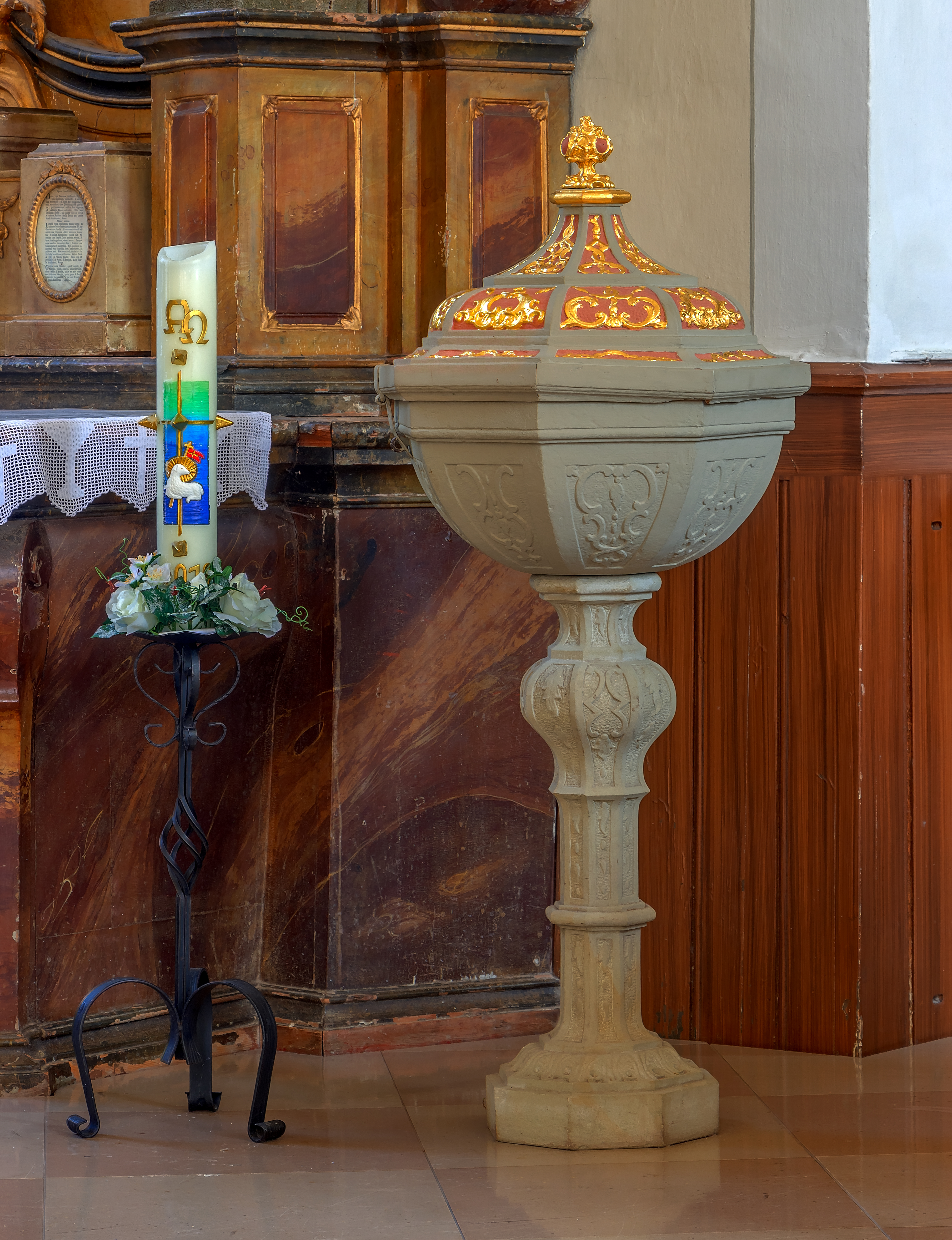
Taufbecken mit Osterkerze